# Mudcrutch
Mudcrutch — американская рок-группа из Гейнсвилла, Флорида, предшествующая Tom Petty and the Heartbreakers.

## Ранние годы
Том Петти и Том Лидон, игравшие вместе в группе под названием The Epics, основали Mudcrutch в 1969 году. В оригинальный состав вошли Том Петти (бас-гитара, бэк-вокал), Том Лидон (ритм-гитара, бэк-вокал), Джим Лэнаган (вокал), Рэндалл Марш (ударные) и Майк Кэмпбэлл (гитара). Группа выпустила всего один сингл «Up in Mississippi Tonight / Cause Is Understood» на небольшом лейбле Pepper Records, после чего Лидон и Лэнаган покинули Mudcrutch. В 1972 году их места заняли Дэнни Робертс (ритм-гитара, бас-гитара, бэк-вокал) и Бенмонт Тенч (клавишные, бэк-вокал). В 1974 году коллектив выпустил сингл «Depot Street / Wild Eyes» на лейбле Shelter Records и Чарли Соза (бас-гитара) заменил ушедшего Робертса. Из-за невысокой популярности группы, в 1975 году лейбл был вынужден расторгнуть с ней контракт. В итоге Mudcrutch был распущен, а Петти, Кэмпбелл и Тенч вместе с Роном Блэром и Стэном Линчем основали The Heartbreakers.

## Возвращение
В 2007 году Том Петти предложил участниками оригинального состава Mudcrutch Тому Лидону и Рэндаллу Маршу реформировать группу совместно с Майком Кэмпбеллом и Бенмонтом Тенчем. Музыканты ответили согласием и в марте 2008 года на лейбле Reprise Records вышел новый сингл «Scare Easy», а в апреле — полноценный студийный альбом Mudcrutch, включающий старые и новые записи — в общей сложности 14 песен. В ноябре того же года вышел мини-альбом Extended Play Live, содержащий песни, записанные во время краткого тура по Калифорнии в поддержку Mudcrutch. В марте 2016 года группа выпустила второй альбом Mudcrutch 2.

## Состав группы
| Время     | Состав | Дискография                                                          |
| --------- | --- | -------------------------------------------------------------------- |
| 1969—1971 | - Том Петти — бас-гитара, бэк-вокал - Том Лидон — ритм-гитара, бэк-вокал - Джим Лэнаган — вокал - Майк Кэмпбелл — гитара - Рэндалл Марш — ударные                                                           | - «Up in Mississippi Tonight/Cause Is Understood» (1971)             |
| 1972—1973 | - Том Петти — вокал, ритм-гитара, бас-гитара, губная гармоника - Майк Кэмпбелл — гитара - Дэнни Робертс — ритм-гитара, бас-гитара, бэк-вокал - Бенмонт Тенч — клавишные, бэк-вокал - Рэндалл Марш — ударные |                                                                      |
| 1974—1975 | - Том Петти — вокал, ритм-гитара, бас-гитара, губная гармоника - Майк Кэмпбелл — гитара - Чарли Соза — бас-гитара - Бенмонт Тенч — клавишные, бэк-вокал - Рэндалл Марш — ударные                            | - «Depot Street/Wild Eyes» (1975)                                    |
| 2008—     | - Том Петти — вокал, бас-гитара - Том Лидон — ритм-гитара, бэк-вокал - Майк Кэмпбелл — гитара - Бенмонт Тенч — клавишные, вокал - Рэндалл Марш — ударные                                                    | - «Scare Easy» (2008) - Mudcrutch (2008) - Extended Play Live (2008) |